# Happy!
Happy! es una serie de televisión de drama criminal y comedia estadounidense basada en el cómic del mismo nombre creada por el escritor, Grant Morrison y el artista, Darick Robertson. La serie se estrenó en Syfy el 6 de diciembre de 2017. El 29 de enero de 2018, se anunció que Syfy había renovado la serie para una segunda temporada. El 4 de junio de 2019 la serie fue cancelada por Syfy tras dos temporadas. Sin embargo, Universal Cable Productions planea vender los derechos de la serie a otras cadenas como Netflix, Hulu o Amazon Prime.

## Sinopsis
Nick Sax es un expolicía alcohólico convertido en sicario que vive sus días con drogas y cinismo. Después de que le disparan y lo dan por muerto, él revive bajo el cuidado de los paramédicos y ahora puede ver a un pequeño caballo alado caricaturesco, azul, infantil e inocente llamado Happy. Happy es el amigo imaginario de una niña llamada Hailey, que ha sido secuestrada por un desquiciado vestido de Santa Claus que también ve a los seres imaginarios. Happy escapa buscando la ayuda de Nick para encontrarla. Nick accede a regañadientes y él y su nuevo "compañero" ahora deben trabajar juntos para salvarla combatiendo psicópatas,policías corruptos y monstruos surgidos del subconsciente del mundo .

## Elenco y personajes

### Principales
- Christopher Meloni como Nick Sax, un exdetective cínico y alcohólico convertido en asesino a sueldo.[5]
- Ritchie Coster como Francisco Scaramucci, un rico jefe del crimen conocido como "Sr. Blue" que se hace pasar por un legítimo empresario e importador de vinos pero realmente es la imagen humana de una mafia de demonios come niños que evitan la luz.
- Lili Mirojnick como la Det. Meredith "Merry" McCarthy, una resistente detective de homicidios con un oscuro pasado.[6]
- Medina Senghore como Amanda Hansen, una madre soltera, la exesposa de Nick y la madre de Hailey.
- Patrick Fischler como Smoothie, uno de los empleados del Sr. Blue y asesino sociopático especializado en interrogatorios y tortura.
- Patton Oswalt como la voz de Happy, un unicornio azul, amigo imaginario de la niña secuestrada y compañero de Nick en su búsqueda.[7]
- Joseph D. Reitman como Very Bad Santa, un psicópata delirante y drogadicto vestido como Santa Claus que secuestra niños.[8][9]

### Recurrentes
- Debi Mazar como Isabella Scaramucci.[10]
- Bryce Lorenzo como Hailey Hansen, una niña que fue secuestrada, y envía a su amigo imaginario, Happy, para encontrar ayuda.
- Gus Halper como Mikey Scaramucci.
- Christopher Fitzgerald como Sonny Shine.

### Invitados
- Jerry Springer como él mismo.

## Producción

### Casting
Happy fue originalmente doblado por Bobby Moynihan en el piloto, pero luego fue reemplazado por Patton Oswalt.

## Recepción
El Rotten Tomatoes informó una calificación de aprobación del 76%, con una calificación promedio de 6.2 / 10 basada en 29 reseñas. El consenso crítico del sitio web dice, "Happy! ciertamente no es para todos,es solo para adultos, pero su concepto curiosamente extraño, sangriento y las buenas actuaciones de Chris Meloni y Patton Oswalt crean una comedia oscura y audaz con un atractivo definido, aunque inusual." En Metacritic, que usa un promedio ponderado, asignó un puntaje de 65 sobre 100 basado en 21 reseñas, indicando "críticas generalmente favorables".